# J'informe
J'informe est un quotidien français paru entre le lundi 19 septembre et le 15 décembre 1977.

## Historique
Lancé par plusieurs investisseurs privés (dont des membres de la famille d'Yves Montenay) autour de l'ancien ministre centriste Joseph Fontanet, le journal aurait été doté d'un budget estimé à 10 millions de francs pour concurrencer le journal Le Monde, jugé trop favorable à l'union de la gauche. 
Le nouveau quotidien doit en effet offrir à l'électorat de droite (qui est évalué à 30 % du lectorat du Monde), dans l'optique des législatives de 1978, un journal de référence. Il paraît, comme son concurrent, le soir, adopte un style austère, un format tabloïd à l'image du Matin de Paris et est illustré par des caricatures. 
Mais la mauvaise qualité de sa maquette lui vaut le surnom de « l'Informe », et le qualificatif par Charlie Hebdo de « journal qu'on oublie d'acheter ». Avec des pertes de plus de quatre millions de francs par mois, et des ventes tombées à vingt mille exemplaires, le titre cesse de paraître après 3 mois et 77 numéros.
Il faut reconnaître que Le Monde, à l'époque, était une forteresse difficilement prenable : tous les jours, plusieurs centaines d'exemplaires arrivaient dans les ministères, à la Chambre de Commerce de Paris ou les syndicats, ce qui lui garantissait un lectorat d'influence considérable et une solide trésorerie. Les correspondants du journal à l'étranger étaient considérés comme des spécialistes reconnus : André Fontaine sur le plan diplomatique, Michel Tatu, pour l'Union soviétique,  Marcel Niedergang pour l'Amérique latine, etc.
Avec Philippe Heymann comme rédacteur en chef, le quotidien a compté parmi ses collaborateurs Rose Vincent, Charles Baudinat, Carole Sandrel, Catherine Pégard, Antoine Sfeir, Guy Sorman, Christian Chabanis, Frédéric Mitterrand et Lucien Maillard.